# Osmanski napad na Korčulu 1571.
Osmanski napad na Korčulu je bila vojna operacija osmanskih pomorskih snaga. Dogodila se 15. kolovoza 1571. godine. Osmansku flotu predvodio je alžirski potkralj Uluz–Alija (Uluc-Ali) i zapovjednik Valone Karakoz.:111.

## Uvodni događaji
Brodovlje kršćanske Svete lige okupilo se u Messini. Kršćanske države okupile su se u savez koji je potaknuo papa Pio V. za pomoći Famagosti na Cipru koji je bio pod osmanskom opsadom. Konačni cilj kršćanske akcije bio je oslabiti osmansku moć na istočnom Sredozemlju. Listopada 1571. zbila se je poslije glasovita Bitka kod Lepanta. Tako su brojna mora ostala slabo čuvana. 
To je iskoristio alžirski beg (gusari s Barbarske obale) Uluz-Ali i zapovjednik Valone Karakoz te su svojim brodovima dojedrili u južne hrvatske vode. U dubrovačkom pomorju naišli su na mletačku galiju kojim je zapovijedao soprakomit Francesco Tron i napali su ju. Progon je trajao do dubrovačke luke. Mlečani su se spasili nasilnim uplovljavanjem u luku, prekinuvši željezni lučki lanac. Uluz-Ali je zatražio da mu izruče Mlečića, no Dubrovačka Republika je odbila. Na to je Uluz-Alija otplovio 13. kolovoza ka Korčuli.:112.

## Napad na grad
15. kolovoza napao je grad.:112. Korčulani su se molili za zagorov pred Gospinom ikonom na Badiji.
Predvođeni arhiđakonom Rozanovićem, Korčulani su 15. kolovoza obranili svoj grad. Obrani je pomogla snažna bura koja je zapuhala:112. i natjerala osmanske napadače odustati od daljnjih napada.
U korčulanskom vjerničkom puku, živi istinska vjera u čudotvornu moć i majčinski zagovor Blažene Djevice Marije koja je svojim zagovorom očuvala Korčulu od osvajačkih osmanskih napada.

## Naredni događaji
Nakon neuspjeha u pohodu na Korčulu, osmanske snage proslijedile su ka Hvaru i Visu na koje su poduzele napad.

## Izabrana literatura
- I. Matijaca, Obrana Korčule 1571, Omiš 1971.
- V. Foretić, Turska opsada Korčule g. 1571. Vesnik Vojnog muzeja, br. 5, sv. II, Beograd 1958.